# لقاح الملاريا
لقاح الملاريا (بالإنجليزية: Malaria vaccine)هو لقاح يستخدم لمنع الإصابة بالملاريا . اللقاح الوحيد المعتمد اعتبارًا من 2021 هو RTS، S. يتطلب الأمر أربع حقن، وله فعالية منخفضة نسبيًا (26-50٪). وبسبب هذه الفعالية المنخفضة، لا توصي منظمة الصحة العالمية باستخدام لقاح RTS، S بين الأطفال الذين تتراوح أعمارهم بين 6 و 12 أسبوعًا..
بدأت دراسة اللقاح وتجربته بشكل أكبر في أفريقيا في عام 2018. يستمر البحث في اللقاحات المؤتلفة من البروتين الحي والموهن.

## اللقاحات المعتمدة وتطوير اللقاح
تقف تعقيدات طفيليات الملاريا عائقًا أمام تطوير لقاح الملاريا وتجعله مهمة صعبة جدًا. وقد تم تحقيق تقدم مؤخرًا مع الانتهاء من المرحلة الثالثة في تجربة RTS,S/AS01 على اللقاح المرشح والمراجعة من قبل وكالة الأدوية الأوروبية ومنظمة الصحة العالمية. ولا يوجد حاليًا أي لقاح متاح بشكل تجاري لمرض الملاريا. ويجري حاليًا تقييم أكثر من 20 تركيبة من تركيبات اللقاحات الأخرى في التجارب السريرية أو في مرحلة ما قبل التطوير السريري المتقدم. انظر رابط الجدول المُجمع الوراد أدناه.
الجدول المُجمع الخاص بمنظمة الصحة العالمية - بالإنكليزية

## مرشح لقاح الملاريا RTS,S/AS01
RTS,S/AS01 هو مرشح لقاح الملاريا الأكثر تقدمًا الذي يقاوم النوع الأكثر فتكًا من طفيليات الملاريا البشرية. وبدأت المرحلة الثالثة من التجربة على 15,460 طفل في سبعة دول من الدول الأفريقية الواقعة جنوب الصحراء الكبرى (بوركينا فاسو والجابون وغانا وكينيا ومالاوي وموزمبيق وجمهورية تنزانيا المتحدة) في شهر مايو/أيار من عام 2009، وقد تم الانتهاء منها.
وشارك في التجربة فئتان من الفئات العمرية:
الأطفال الذين تتراوح أعمارهم بين 5 و17 شهرًا، تناولوا في الجرعة الأولى لقاح RTS,S/AS01 أو لقاح مُقَارَن، و
الأطفال الذين تتراوح أعمارهم بين 6 و14 أسبوع، تناولوا في الجرعة الأولى لقاح RTS,S/AS01 أو لقاح مُقَارَن بالتناول المتزامن مع لقاح خماسي التكافؤ من جدول التمنيع الروتيني.
وتناول جميع الأطفال ثلاث جرعات من لقاحات الدراسة بفترات فاصلة مدتها شهر واحد. وتم أيضًا تقييم دور الجرعة الرابعة بعد عشرين شهرًا من الجرعة الأولى.
أسئلة وأجوبة عن نتائج تجارب المرحلة 3 من لقاحات الملاريا - بالإنكليزية
وبعد مراجعة بيانات الدراسة، أصدرت وكالة الأدوية الأوروبية رأي علمي إيجابي حول موازنة المخاطر والمنافع المرجوة من اللقاح، بناء على اتفاق مع الشركة المُصنعة حول الخطط البحثية الإضافية كجزء من تقييم المرحلة الرابعة.
حصل لقاح الملاريا الأول على رأي علمي إيجابي من وكالة الأدوية الأوروبية - بالإنكليزية
[pdf, 74Kb]
أوصت منظمة الصحة العالمية، بناءً على استعراض البيانات، بتنفيذ الدراسات التجريبية التي سيتم إجراؤها لمعرفة المزيد من المعلومات حول تقييم إمكانية التنفيذ وجدول الجرعة الرابعة في الأطفال الذين تتراوح أعمارهم بين 5-17 شهرًا في الجرعة الأولى وإجراء تقييمًا إضافيًا لملف المخاطر/الفوائد المرجوة.
وتعطي الأسئلة والأجوبة الشاملة الخاصة بمنظمة الصحة العالمية عن لقاح RTS,S/A01 معلومات إضافية بشأن السياسات والمسارات التنظيمية. انظر الرابط أدناه.

## وصلات إضافية
- https://malariajournal.biomedcentral.com/articles/10.1186/1475-2875-11-11
- Malaria Vaccine Initiative
- National institute of health
- Malaria vaccines UK نسخة محفوظة 8 أكتوبر 2021 على موقع واي باك مشين.
- Gates Foundation Global Health: Malaria
- Brown University
- Gillis, Justin (25 أبريل 2006). "Cure for Neglected Diseases: Funding". Washington Post. مؤرشف من الأصل في 2019-10-08.
- Isea، Raul (2010). "Identification of 11 potential malaria vaccine candidates using Bioinformatics". arXiv:1009.5956. {{استشهاد بأرخايف}}: الوسيط |arxiv= مطلوب (مساعدة)
- Dr. Manuel Elkin Patarroyo research team, Bogota, Colombia